# Spock

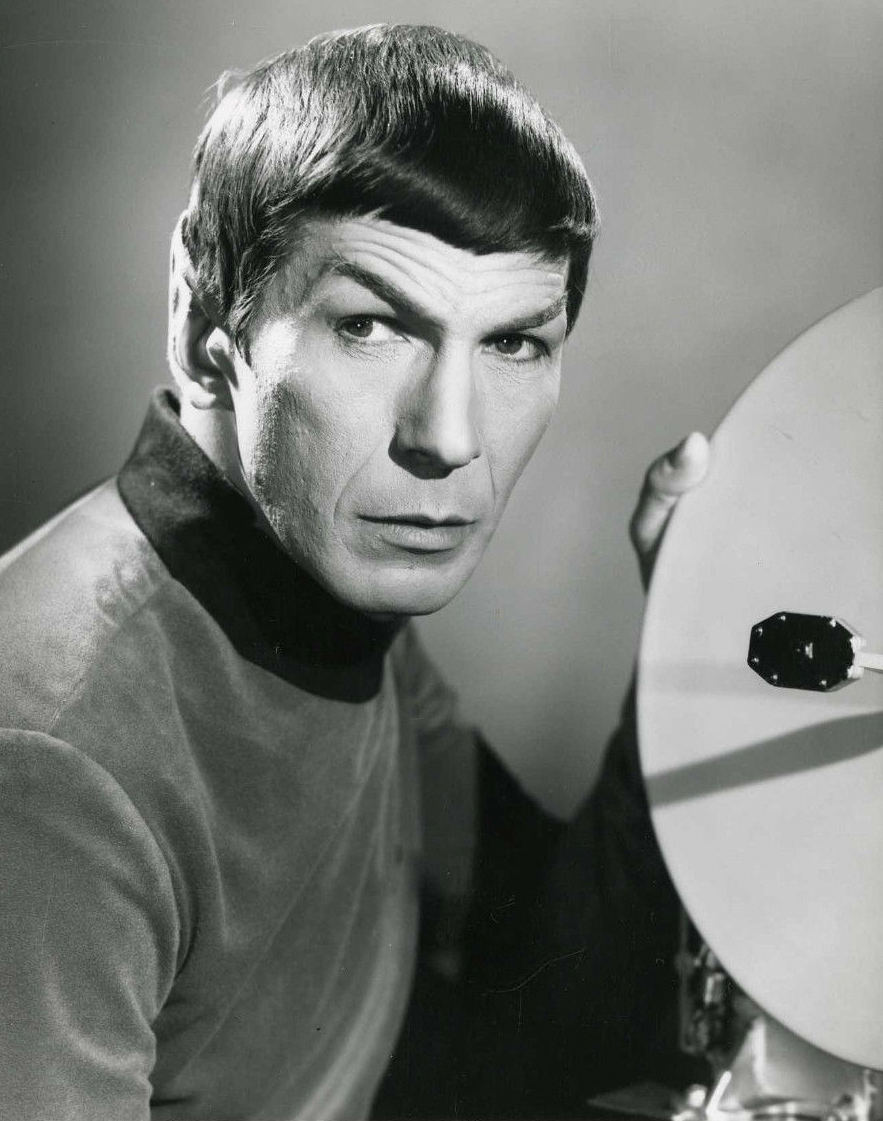
Leonard Nimoy ca Spock în 1967

Spock este un personaj fictiv din franciza Star Trek de pe planeta Vulcan. A fost jucat prima oară de Leonard Nimoy în Star Trek: Seria originală. Spock apare și în Star Trek: Seria animată, în două episoade din Star Trek: Generația următoare, în filme de lung metraj Star Trek și în numeroase cărți Star Trek, benzi desenate sau jocuri video. În filmul din 2009 Star Trek, Nimoy a jucat rolul lui Spock alături de Zachary Quinto, care a interpretat rolul lui Spock mai tânăr, iar Jacob Kogan a interpretat rolul lui Spock când era copil. 
Ethan Peck îl interpretează pe Spock în Star Trek: Discovery și Star Trek: Strange New Worlds.